# Lacconectus biswasi
Lacconectus biswasi är en skalbaggsart som beskrevs av Michel Brancucci 1986. Lacconectus biswasi ingår i släktet Lacconectus och familjen dykare. Inga underarter finns listade i Catalogue of Life.